# 十勝24時間レース
十勝24時間レース（とかちにじゅうよじかんレース）は、かつて十勝スピードウェイ（旧：十勝インターナショナルスピードウェイ）にて開催されていた24時間耐久の自動車レースである。

## 概要
スーパー耐久シリーズの一部として開催される、当時国内唯一の24時間耐久レースであった。ただしスーパー耐久の他のレースと異なり、後述する車両規定にもあるように、SUPER GTなど他のカテゴリーに属する車や当レース独自のカテゴリーの車が混走するのが特徴。また長丁場のレースということで予選順位がさほど大きな意味を持たないため、2008年現在はスターティンググリッドを決定するための予選を行わず、スーパー耐久のマシンについてはグリッドを前戦までのポイントランキング順で決定する。
なおサーキットの立地及び季節的な要因から、レース中に霧が発生しコース上の視界が妨げられることも少なくないため、レース中に霧の発生を理由にセーフティカーが入ることが珍しくない。特に2002年には視界不良が著しく、セーフティカーランすら危険であるということで午前2時から朝7時までレースが中断され、2パート制でレースが争われたこともある。
- コース：十勝インターナショナルスピードウェイ グランプリコース（5,091.45m）
※第1回及び第10回 - 第13回まではクラブマンコース（3,408.87m）を使用した。
- クラス：GTクラス・スーパー耐久グループ・十勝24h-Specialグループの3クラス

## 開催休止
2009年に入り、コースを所有する十勝モーターパーク株式会社の経営難が表面化し、最終的に同年3月31日の株主総会で清算されることが決定した影響で、当レースの開催が休止された。
2009年については当初スーパー耐久のカレンダーにも「7月18日・19日に開催予定」としてスケジュールされていたが、前記の清算決定の影響でレース開催時期におけるサーキット施設使用の確約がレース3ヶ月前になっても取れないため、同年4月に開催休止が発表された。プロモーター側ではあくまで2009年は開催「休止」であり、2010年以降の再開を目指すとしていたが、日本自動車連盟（JAF）に対する2010年のレースカレンダーの申請期限までにサーキットの売却先が決まらなかったため、2010年も開催を断念している。
その後2009年10月にサーキットが携帯電話コンテンツ等を扱うMSF株式会社に売却されることが決定。同社では「2011年の再開に向けて、老朽化した施設の改修・整備を行っていく」方針を明らかにしていたが、2011年以降もスーパー耐久カレンダーに当レースが復活することはなく、公式発表こそないが事実上レース再開の可能性がほぼ消滅している。

## 車両規定（2008年現在）
- ドバイ24時間レース・ニュルブルクリンク24時間レースと同じ車両規定で開催される。
- GTクラス
  - GT-1 JAF-GT500クラス・FIA-GT1クラス
  - GT-2 JAF-GT300クラス・FIA-GT2クラス
- スーパー耐久グループ
  - ST-1 スーパー耐久シリーズクラス1 排気量3,501cc以上
  - ST-2 スーパー耐久シリーズクラス2 排気量2,000cc～3,500ccの四輪駆動
  - ST-3 スーパー耐久シリーズクラス3 排気量2,000cc～3,500ccの二輪駆動
  - ST-4 スーパー耐久シリーズクラス4 排気量2,000cc以下
- 十勝24h-Supecialグループ
  - EC-1 排気量2,000cc以下 JAF-N1/N2・FIA-Group N/A規定内 十勝24h-Supecial・ドバイ24h-Specialの規定車両でバイオ燃料（ディーゼル・ハイブリッド）車両。
  - EC-2 排気量2,001cc以上 JAF-N1/N2・FIA-Group N/A規定内 十勝24h-Supecial・ドバイ24h-Specialの規定車両でバイオ燃料（ディーゼル・ハイブリッド）車両。
  - IP-1 排気量1,600cc以下 JAF-N1/N2・FIA-Group N/A規定内 十勝24h-Supecial・ドバイ24h-Specialの規定車両。
  - IP-2 排気量2,000cc以下 JAF-N1/N2・FIA-Group N/A規定内 十勝24h-Supecial・ドバイ24h-Specialの規定車両。
  - IP-3 排気量3,000cc以下 JAF-N1/N2・FIA-Group N/A規定内 十勝24h-Supecial・ドバイ24h-Specialの規定車両。
  - IP-4 排気量3,000cc以上 JAF-N1/N2・FIA-Group N/A規定内 十勝24h-Supecial・ドバイ24h-Specialの規定車両。

## レース記録
| 大会 | 開催年月日         | 総合優勝                       | クラス   | ドライバー                                | 周回数   | 走行距離  | コース     |
| ---- | ------------------ | ------------------------------ | -------- | ----------------------------------------- | -------- | --------- | ---------- |
| 1    | 1994年 7月23・24日 | ユニシアジェックススカイライン | GT-1     | 長谷見昌弘 福山英朗 羽根幸浩              | 946      | 3,216.4km | クラブマン |
| 2    | 1995年 7月15・16日 | HONDA NSX                      | GT-1     | 高橋国光 土屋圭市 飯田章                  | 623      | 3,177.3km | グランプリ |
| 3    | 1996年 7月27・28日 | NICOS PORSCHE                  | GT-1     | 山田洋二 田嶋栄一 茂木和男 岡田秀樹       | 595      | 3,034.5km | グランプリ |
| 4    | 1997年 7月26・27日 | ユニシアジェックススカイライン | GT-1     | 田中哲也 鈴木亜久里 影山正彦              | 607      | 3,095.7km | グランプリ |
| 5    | 1998年 7月19・20日 | POWER CRAFT SUPRA              | GT-1     | 田中実 田嶋栄一 立川祐路                  | 586      | 2,988.6km | グランプリ |
| 6    | 1999年 7月17・18日 | 日産プリンス千葉GT-Rファルケン | ST-1     | 竹内浩典 田中哲也 近藤真彦                | 591      | 3,014.1km | グランプリ |
| 7    | 2000年 7月22・23日 | エンドレス アドバン スープラ   | GT-1     | 木下みつひろ 土屋武士 荒聖治 立川祐路     | 605      | 3,085.5km | グランプリ |
| 8    | 2001年 7月21・22日 | ダイシンアドバンGTR            | ST-1     | 大八木信行 青木孝行 横島久                | 603      | 3,075.3km | グランプリ |
| 9    | 2002年 7月20・21日 | PCJロデオドライブ910ポルシェ   | GT-1     | 平川晃 橋村俊英 芳賀重光 高橋規一         | 465      | 2,361.3km | クラブマン |
| 10   | 2003年 7月20・21日 | FALKEN PORSCHE                 | ST-1     | 竹内浩典 田中哲也 影山正美                | 949      | 3,226.6km | クラブマン |
| 11   | 2004年 8月7・8日   | FALKEN PORSCHE                 | ST-1     | 竹内浩典 田中哲也 荒聖治                  | 947      | 3,219.8km | クラブマン |
| 12   | 2005年 7月17・18日 | ADVAN DENAG GT3                | ST-1     | 織戸学 谷口信輝 ドミニク・シュワガー      | 957      | 3,253.8km | クラブマン |
| 13   | 2006年 7月16・17日 | ARTA DENAG GT3                 | ST-1     | 田中哲也 新田守男 高木真一                | 956      | 3,250.4km | クラブマン |
| 14   | 2007年 7月15・16日 | DENSO SARD SUPRA HV-R          | GT-1     | 飯田章 平中克幸 アンドレ・クート 片岡龍也 | 616      | 3,141.6km | グランプリ |
| 15   | 2008年 7月20・21日 | PETRONAS SYNTIUM BMW Z4M COUPE | ST-1     | ファリーク・ハイルマン 柳田真孝 片岡龍也  | 637      | 3,243.2km | グランプリ |
|      | 2009年             | 開催中止                       | 開催中止 | 開催中止                                  | 開催中止 | 開催中止  | 開催中止   |
|      | 2011年             | 開催中止                       | 開催中止 | 開催中止                                  | 開催中止 | 開催中止  | 開催中止   |

## 大会要項
※2008年現在
主催
- ビクトリーサークルクラブ （VICIC）
- 十勝スピードウェイクラブ （TOSC）
- 十勝モーターパーク株式会社
- AGメンバーズスポーツクラブ北海道 （AG・MSC北海道）

プロモート
- インターランド株式会社

特別協力
- 十勝毎日新聞社 （ステージプロモート共催）